# Jehuda Leib Gordon

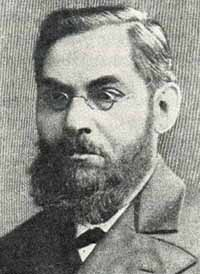
Jehuda Leib Gordon

Jehuda Leib Gordon, född 7 december 1830, död 16 december 1892, var en rysk författare.
Gordon, som var jude, var till yrket lärare. Han var anhängare av den östjudiska upplysningsrörelsen ("haskalah"), och skrev först dikter med bibliska motiv, påverkad av Friedrich Schiller och Jean-Jacques Rousseau, samt fabler (fyra band, 1860), men blev senare mera revolutionär och kämpade i satirer lidelsefullt för upplysning och religiösa reformer. Slutligen resignerade Gordon och blev konservativ. Exempel på hans dikter har utgetts på svenska i Marcus Ehrenpreis och Ragnar Josephsons Nyhebreisk lyrik 1870–1920 (1920).